# マカニダス
マカニダス（希: Μαχανίδας、英: Machanidas、？-紀元前207年、在位：紀元前210年-紀元前207年）は、スパルタ王ペロプスの後見人で、スパルタの僭主である。
マカニダスは先王リュクルゴスの死に伴い、ペロプスの後見人になった。彼は軍を率いてアルゴスの国境を巡視し、これがアカイア同盟を刺激したため、その援助の要請を受けたマケドニア王ピリッポス5世のギリシアへの介入を招いた。
マカニダスは紀元前207年にマンティネイアに侵攻した。同年の夏にマンティネイアにてフィロポイメン率いるアカイア同盟軍とマンティネイアの戦いで戦った。この戦いでスパルタ軍は敗れ、マカニダスはフィロポイメン自身によって討ち取られた。マカニダスの地位にはナビスが就いた。

## 註
1. ↑  ポリュビオス, X. 41. 2
2. ↑  ibid, XI. 11. 1-2
3. ↑  ibid, XI. 11-18
4. ↑  パウサニアス, VIII. 50. 2
5. ↑  プルタルコス, 「フィロポイメン」, 10